# De Soto (Illinois)
De Soto é uma vila localizada no estado americano de Illinois, no Condado de Jackson.

## Demografia
Segundo o censo americano de 2000, a sua população era de 1653 habitantes.
Em 2006, foi estimada uma população de 1578, um decréscimo de 75 (-4.5%).

## Geografia
De acordo com o United States Census Bureau tem uma área de
2,4 km², dos quais 2,4 km² cobertos por terra e 0,0 km² cobertos por água. De Soto localiza-se a aproximadamente 125 m acima do nível do mar.

## Localidades na vizinhança
O diagrama seguinte representa as localidades num raio de 12 km ao redor de De Soto.